# Musikjahr 1918
Liste der Musikjahre

◄◄ | ◄ | 1914 | 1915 | 1916 | 1917 | Musikjahr 1918 | 1919 | 1920 | 1921 | 1922 | ► | ►►

Weitere Ereignisse
Dieser Artikel behandelt das Musikjahr 1918.

## Ereignisse

### Instrumentalmusik
- 03. März: Uraufführung des Streichquartetts Nr. 2 op. 17 von Bela Bartók in Budapest.
- 21. April: Die 1. Sinfonie in D-Dur, op. 25, von Sergei Sergejewitsch Prokofjew, bekannt als die „Klassische“, wird in Petrograd uraufgeführt.

### Oper
- 10. März: Die Oper Der Stier von Olivera von Eugen d’Albert wird in Leipzig uraufgeführt.
- 23. März: Die auf authentischen indianischen Melodien basierende Oper Shanewis or The Robin Woman von Charles Wakefield Cadman wird mit großem Erfolg an der Metropolitan Opera in New York uraufgeführt.
- 25. April: Die Oper Die Gezeichneten von Franz Schreker nach dem Theaterstück Hidalla oder Sein und Haben von Frank Wedekind hat ihre Uraufführung an der Frankfurter Oper.

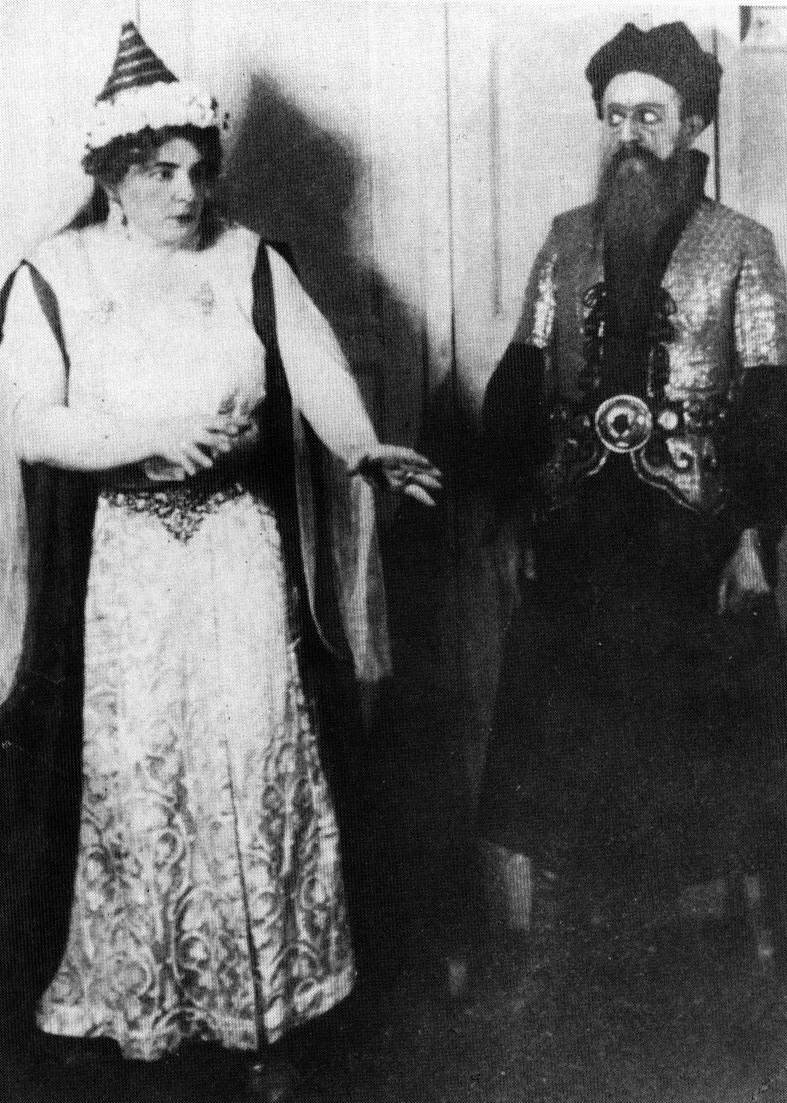
Olga Haselbeck und Oszkár Kálmán in der Uraufführung von Blaubarts Burg

- 24. Mai: Am Königlichen Opernhaus in Budapest erfolgt die Uraufführung der seit 1911 als unspielbar geltenden Oper Herzog Blaubarts Burg von Béla Bartók auf ein Libretto von Béla Balázs. Die Aufführung ist aufgrund der nationalstaatlichen Bedeutung des Werks ein großer Erfolg. Der zuvor vom Publikum abgelehnte Bartók wird nun als Komponist anerkannt. Trotzdem gibt es in Budapest nur acht Aufführungen, ehe das Werk bis 1936 in den Schubladen verschwindet.
- 05. Juni: Die Oper Theophano von Paul Graener wird am Hoftheater in München uraufgeführt.
- 14. Dezember: Il trittico (Das Triptychon), ein Opernzyklus von Giacomo Puccini, bestehend aus den drei stark kontrastierenden, jeweils etwa einstündigen Einaktern Il tabarro (Der Mantel), Suor Angelica (Schwester Angelica) und Gianni Schicchi, wird an der Metropolitan Opera in New York uraufgeführt und vom Publikum positiv aufgenommen. Das Libretto für Il tabarro stammt von Giuseppe Adami, Librettist der beiden anderen Stücke ist Giovacchino Forzano. Il trittico ist das Ergebnis der Bemühungen Puccinis, ein tragisches (Il tabarro), ein lyrisches (Suor Angelica) und ein heiteres Stück (Gianni Schicchi) an einem Abend zur Aufführung zu bringen. Bekannteste Arie aus dem letzten Stück ist O mio babbino caro.
- 19. Dezember: Die Oper Nepřemožení (Die Unüberwundenen) von Josef Bohuslav Foerster hat ihre Uraufführung am Nationaltheater Prag.
- 28. oder 29. September: Das Stück Histoire du soldat von Igor Strawinsky wird am Théâtre Municipal de Lausanne unter der Leitung von Ernest Ansermet uraufgeführt. Der Text stammt von Charles-Ferdinand Ramuz.
- 24. November: In Basel wird die Oper Frutta di mare von Hans Huber uraufgeführt.

### Operette
- 01. Februar: Die Operette A Pacsirta von Franz Lehár hat ihre Uraufführung an der Königlichen Oper in Budapest. Das Libretto stammt von Alfred Maria Willner und Heinz Reichert und basiert auf dem Theaterstück Dorf und Stadt von Charlotte Birch-Pfeiffer. Die Erstaufführung in deutscher Sprache findet am 27. März unter dem Namen Wo die Lerche singt am Theater an der Wien in Wien statt.
- 09. Februar: Die Uraufführung der Operette Blitzblaues Blut von Walter Kollo erfolgt am Berliner Theater in Berlin.
- 28. Juni: Die Operette Ein modernes Mädel von Leon Jessel wird am Volkstheater in München uraufgeführt.
- 06. September: Die Uraufführung der Operette Sterne, die wieder leuchten von Walter Kollo erfolgt am Berliner Theater in Berlin.

Weitere Operettensingspiel-Premieren
- Edmund Eysler: Der dunkle Schatz, (Operette)
- Heinrich Berté: Lenz und Liebe, (Operette) unter Verwendung von Musik von Franz Schubert (in Hamburg uraufgeführt).
- Ralph Benatzky: Die tanzende Maske oder Das Mädchen aus der Fremde (Singspiel)

### Jazz

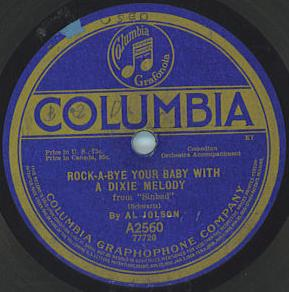
Al Jolson – Rock-a-Bye Your Baby with a Dixie Melody (1918)

- 13. März: Al Jolson nimmt für Columbia Records den Jazztitel Rock-a-Bye Your Baby with a Dixie Melody auf, dessen Melodie von Jean Schwartz und Text von Sam M. Lewis und Joe Young stammt.
- 16. August: Wilbur Sweatman nimmt in New York für Columbia Records die Jazztitel Rock-a-bye Your Baby with a Dixie Melody und Those Draftin’ Blues auf.
- Louis Armstrong beginnt seine musikalische Karriere in der Band von Fate Marable auf einem Mississippidampfer. Im selben Jahr wird er Nachfolger für den nach Chicago übergesiedelten Joe King Oliver in der Band von Kid Ory.

## Geboren

### Januar bis März
- 09. Januar: Ruthilde Boesch, österreichische Opern-, Operetten-, Lied- und Konzertsängerin (Sopran) († 2012)
- 12. Januar: Julio Gutiérrez, kubanischer Komponist, Dirigent und Pianist († 1990)
- 08. Januar: Enrique Alessio, argentinischer Bandoneonist, Arrangeur und Komponist († 2000)

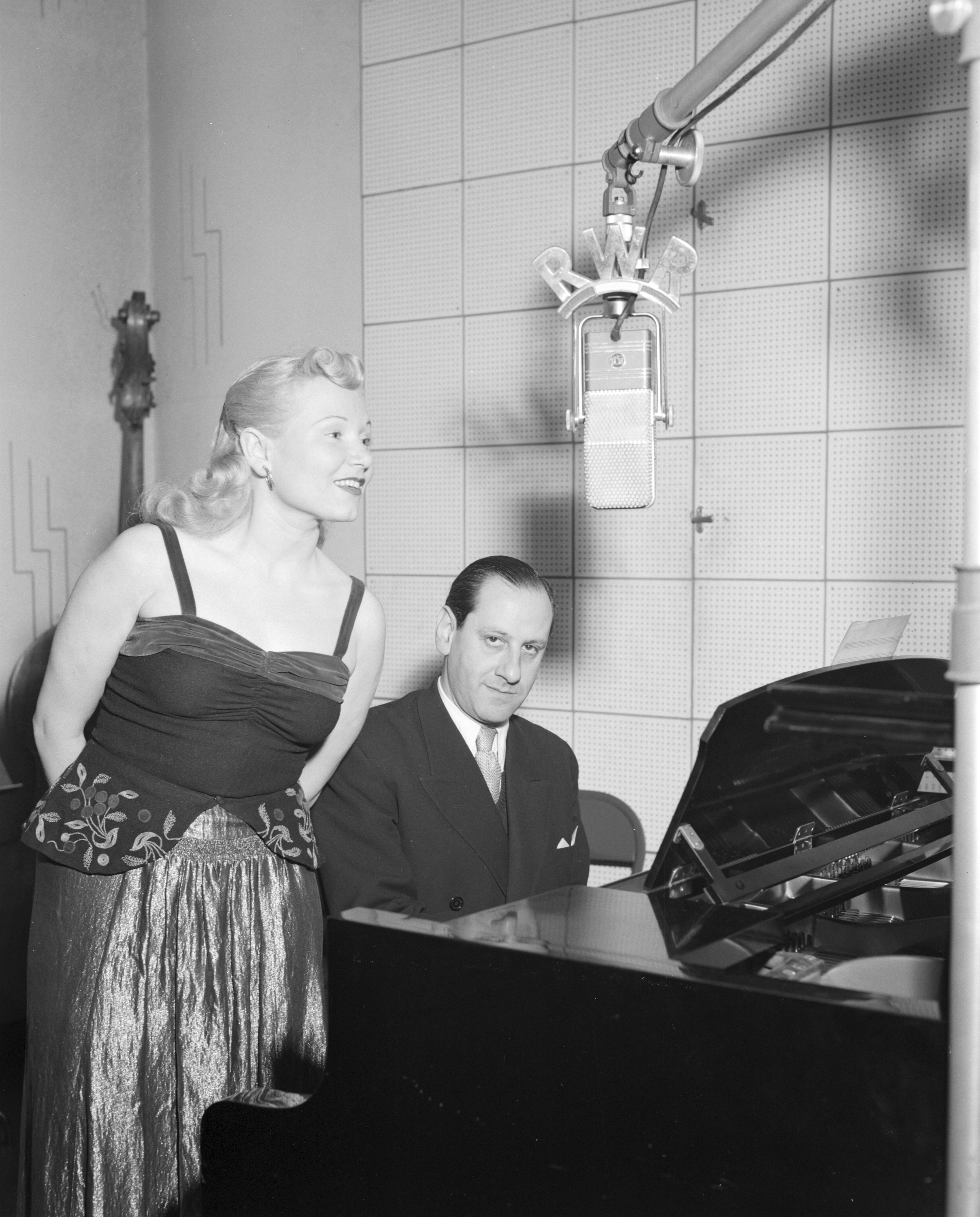
Cissy Kraner mit ihrem Mann Hugo Wiener (1950)

- 13. Januar: Cissy Kraner, österreichische Schauspielerin, Sängerin und Kabarettistin († 2012)
- 18. Januar: Howie Richmond, US-amerikanischer Musikverleger († 2012)
- 20. Januar: Alfred Kuppelmayer, deutscher Musiklehrer und Komponist († 1977)
- 21. Januar: Antonio Janigro, italienischer Cellist, Dirigent und Hochschullehrer († 1989)

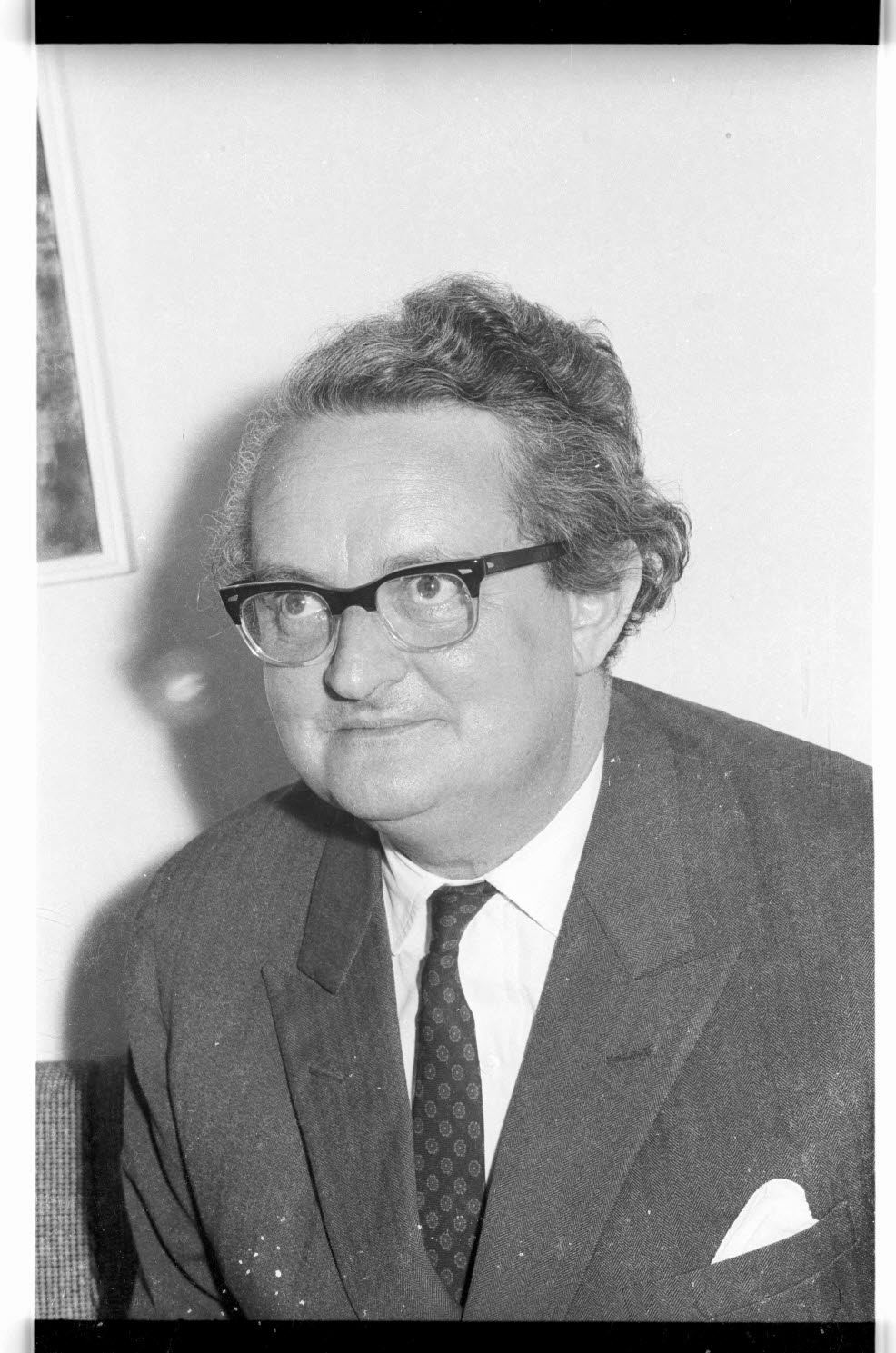
Gottfried von Einem; * 24. Januar

- 24. Januar: Gottfried von Einem, österreichischer Komponist und Gerechter unter den Völkern († 1996)
- 24. Januar: Rudolf Walter, deutscher Komponist, Kirchenmusiker und Hochschullehrer († 2009)
- 27. Januar: Skitch Henderson, britisch-US-amerikanischer Pianist und Dirigent († 2005)
- 27. Januar: Elmore James, US-amerikanischer Bluesmusiker († 1963)
- 28. Februar: Poul Hindberg, dänischer Jazzmusiker († 1999)
- 04. Februar: Rhené Jaque, kanadische Komponistin († 2006)
- 05. Februar: Kara Karajew, aserbaidschanischer Komponist († 1982)
- 05. Februar: Eraldo Volonté, italienischer Jazzmusiker und Bandleader († 2003)
- 06. Februar: Johnny Tyler, US-amerikanischer Country-Musiker († 1961)
- 10. Februar: James Carson, US-amerikanischer Country- und Old-Time-Musiker († 2007)
- 14. Februar: Jacob do Bandolim, brasilianischer Mandolinist und Komponist († 1969)
- 14. Februar: Nicholas Fiore, kanadischer Flötist und Musikpädagoge († 1979)

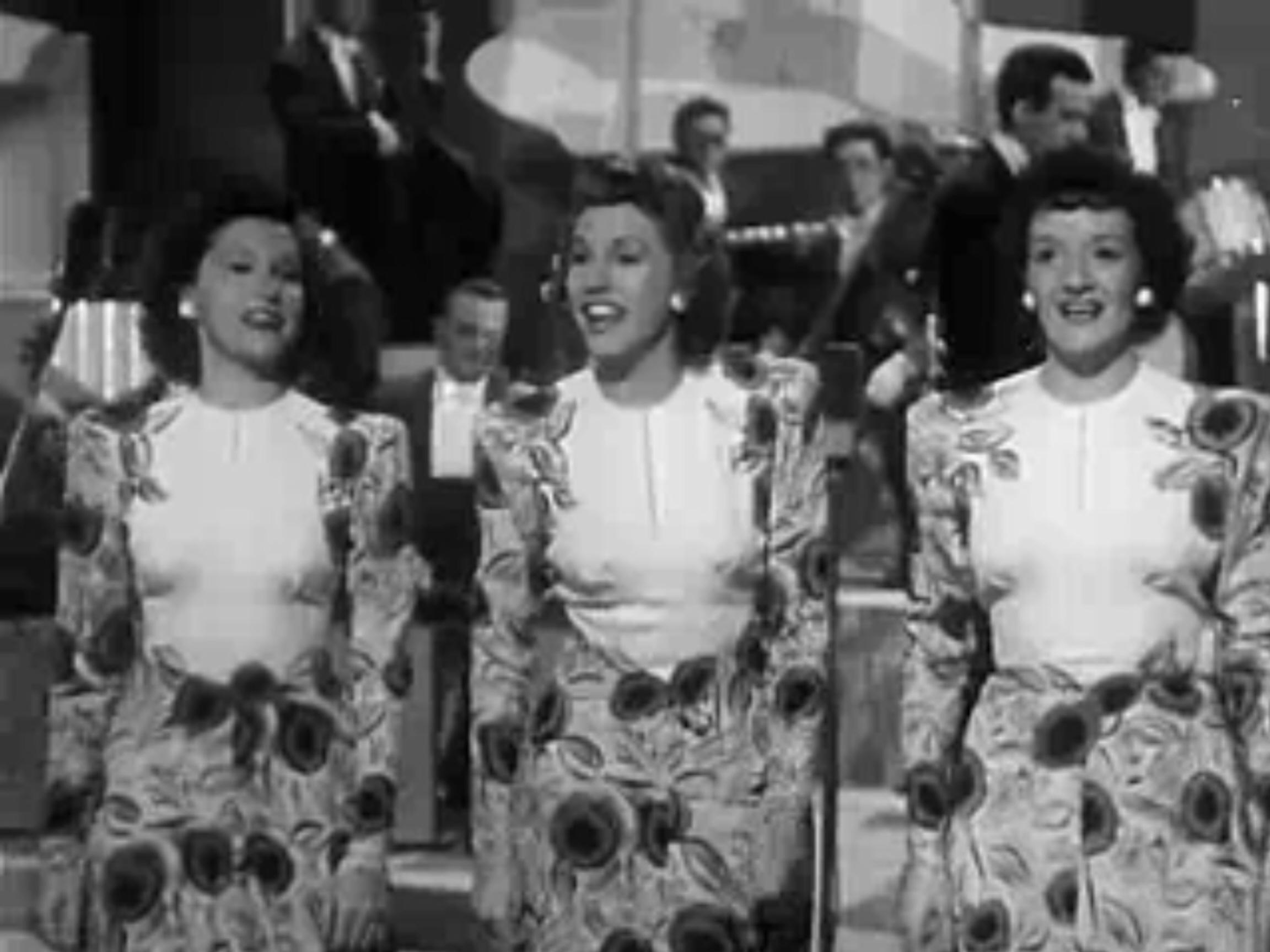
The Andrews Sisters (1942)

- 16. Februar: Patricia Marie Andrews, US-amerikanische Sängerin († 2013)
- 17. Februar: Paul Huber, Schweizer Komponist († 2001)
- 20. Februar: Lorand Fenyves, US-amerikanischer Geiger und Musikpädagoge ungarisch-jüdischer Herkunft († 2004)
- 22. Februar: Emilio Balcarce, argentinischer Tangokomponist, Arrangeur, Violinist, Bandoneonist und Bandleader († 2011)
- 23. Februar: Ernst Hildebrand, deutscher Komponist und Musiker († 1986)
- 27. Februar: Osmar Maderna, argentinischer Tangopianist, Bandleader, Komponist und Arrangeur († 1951)
- 28. Februar: Pepita Embil, spanische Zarzuelasängerin, Mutter von Plácido Domingo († 1994)
- 03. März: Frans Poptie, niederländischer Jazz- und Unterhaltungsmusiker (Geige, Klarinette) († 2010)
- 06. März: Lilli Blessmann, deutsche Kauffrau, Feldhockeyspielerin, Lebensgefährtin und Managerin des Sängers Freddy Quinn († 2008)

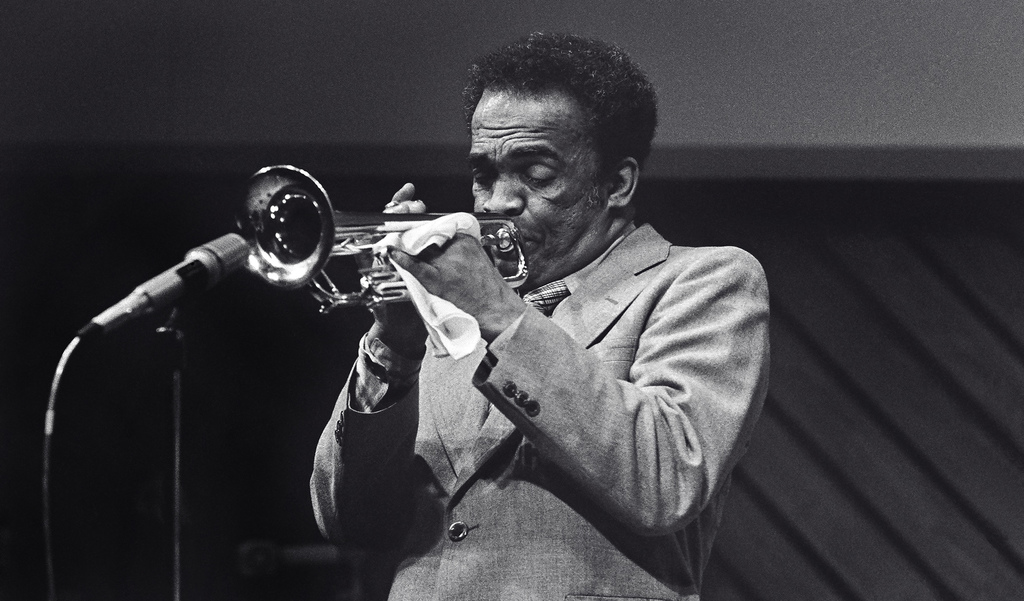
Howard McGhee; * 6. März

- 06. März: Howard McGhee, US-amerikanischer Jazz-Trompeter († 1987)
- 06. März: Robert Stewart, US-amerikanischer Komponist († 1995)
- 07. März: Camille Bourniquel, französischer Schriftsteller, Kunstkritiker und Musikologe († 2013)
- 15. März: Carol Adams, US-amerikanische Tänzerin und Schauspielerin († 2012)
- 15. März: Héctor Pacheco, argentinischer Tangosänger († 2003)
- 17. März: Karl Kögler, österreichischer Komponist und Lehrer († 2001)
- 20. März: Marian McPartland, US-amerikanische Jazzmusikerin britischer Herkunft († 2013)
- 20. März: Bernd Alois Zimmermann, deutscher Komponist († 1970)
- 21. März: Broadus Erle, US-amerikanischer Geiger und Musikpädagoge († 1977)
- 22. März: Tauno Pylkkänen, finnischer Komponist († 1980)
- 23. März: Alberto Caracciolo, argentinischer Bandoneonist, Bandleader, Tangokomponist und Arrangeur († 1994)
- 23. März: Matilde Salvador i Segarra, spanisch-valencianische Komponistin und Malerin († 2007)
- 25. März: Horst Sannemüller, deutscher Violinist und Konzertmeister († 2001)
- 26. März: Carlos Almada, argentinischer Tangosänger († 1982)
- 30. März: Orlando Medina, argentinischer Tangosänger († 2004)

### April bis Juni
- 03. April: Louis Applebaum, kanadischer Komponist († 2000)
- 03. April: Sixten Ehrling, schwedischer Dirigent († 2005)
- 04. April: Abbie Neal, US-amerikanische Country-Musikerin († 2004)
- 06. April: Big Walter Horton, US-amerikanischer Blues-Musiker († 1981)
- 07. April: Elila Mena, dominikanische Pianistin und Musikpädagogin († 1970)
- 07. April: Johnny Simmen, Schweizer Jazzautor und Musikproduzent († 2004)
- 14. April: Suzette Forgues Halasz, kanadische Cellistin und Hochschullehrerin († 2004)
- 25. April: María de la Fuente, argentinische Tangosängerin († 2013)
- 05. Mai: Dino 7 Cordas, brasilianischer Gitarrist († 2006)
- 06. Mai: Godfrey Ridout, kanadischer Komponist und Musikpädagoge († 1984)
- 07. Mai: Argeliers León, kubanischer Musikwissenschaftler und -pädagoge, Folklorist und Komponist († 1991)
- 15. Mai: Richard Edward Arnold, US-amerikanischer Country- und Pop-Sänger († 2008)
- 16. Mai: Ida Tarjáni Tóth, ungarische Cimbalomspielerin und Hochschullehrerin († 2000)

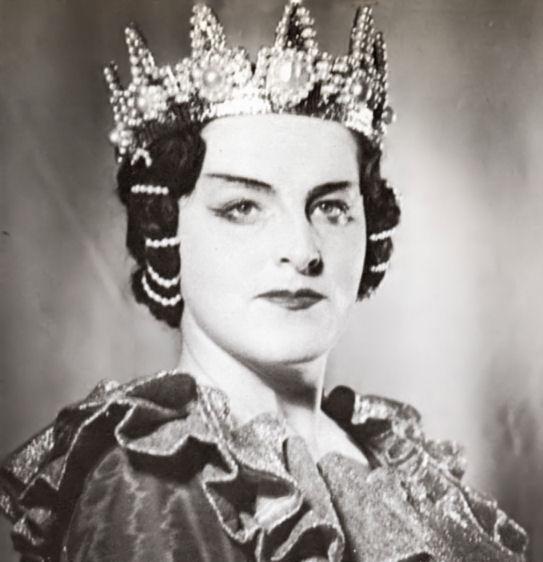
Birgit Nilsson als Lady Macbeth in Stockholm (1947)

- 17. Mai: Birgit Nilsson, schwedische Opernsängerin († 2005)
- 18. Mai: Rafael Colón, dominikanischer Sänger und Komponist († 1991)
- 18. Mai: Frans Vink, niederländischer Jazzmusiker und Fotograf († 1967)
- 19. Mai: Johnny Hicks, US-amerikanischer Country-Musiker und Moderator († 1997)
- 21. Mai: Quddys Qoschamijarow, uigurischer, kasachischer, sowjetischer Komponist († 1994)
- 23. Mai: Boogaloo Ames, US-amerikanischer Jazz-, Blues- und Boogie-Woogiepianist († 2002)
- 29. Mai: Lazy Bill Lucas, US-amerikanischer Bluesmusiker († 1982)
- 01. Juni: Reynaldo Nichele, argentinischer Tangogeiger († 1998)
- 04. Juni: Marcelo Koc, argentinischer Komponist († 2006)
- 04. Juni: Jan van Dijk, niederländischer Komponist und Pianist († 2016)
- 05. Juni: Branimir Sakač, kroatischer Komponist († 1979)
- 07. Juni: Carlos Bermúdez, argentinischer Tangosänger († 1993)
- 10. Juni: Patachou, französische Sängerin und Schauspielerin († 2015)
- 18. Juni: Pearl Chertok, US-amerikanische Harfenistin, Musikpädagogin und Komponistin († 1981)
- 18. Juni: Elisabeth Waldo, US-amerikanische Violinistin, Komponistin, Dirigentin und Musikethnologin

### Juli bis September
- 05. Juli: George Rochberg, US-amerikanischer Komponist († 2005)
- 07. Juli: Lynn Snook, deutsche Autorin, Regisseurin, Übersetzerin und Bibliothekarin († 2013)
- 09. Juli: Hiroshi Ohguri, japanischer Komponist und Hornist († 1982)

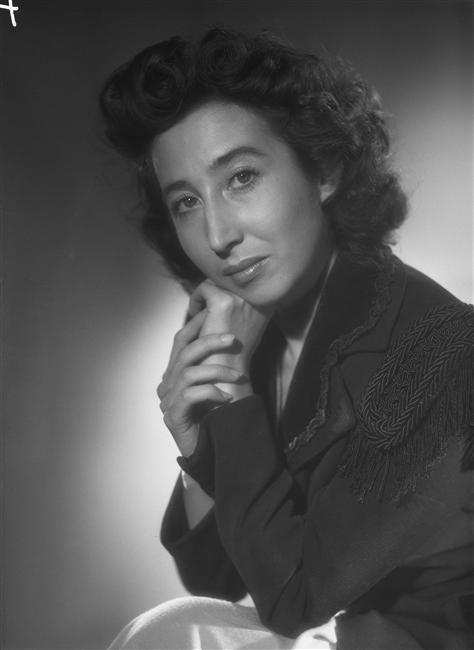
Cora Vaucaire; * 22. Juli

- 22. Juli: Cora Vaucaire, französische Chansonsängerin († 2011)
- 24. Juli: Ruggiero Ricci, US-amerikanischer Violinist († 2012)
- 27. Juli: Leonard Rose, US-amerikanischer Cellist († 1984)
- 31. Juli: Nils Nobach, deutscher Schlagerkomponist und -produzent († 1985)
- 31. Juli: Hank Jones, US-amerikanischer Jazzpianist († 2010)
- 07. August: Jane Adams, US-amerikanische Schauspielerin, Violinistin und Konzertmeisterin († 2014)
- 08. August: Ruth Glowa-Burkhardt, deutsche Sopranistin († 1971)
- 10. August: Arnett Cobb, US-amerikanischer Jazz-Saxophonist († 1989)
- 15. August: Mohamed Fawzi, ägyptischer Musiker und Sänger († 1966)
- 15. August: Raymond Gallois-Montbrun, französischer Violinist und Komponist († 1994)
- 16. August: Jan van Beekum, niederländischer Komponist und Dirigent († 2001)
- 19. August: Nise Obino, brasilianische Pianistin und Klavierpädagogin († 1995)
- 19. August: Jimmy Rowles, US-amerikanischer Jazzpianist († 1996)
- 24. August: Vann Walls, US-amerikanischer R&B-Pianist und Songwriter († 1999)

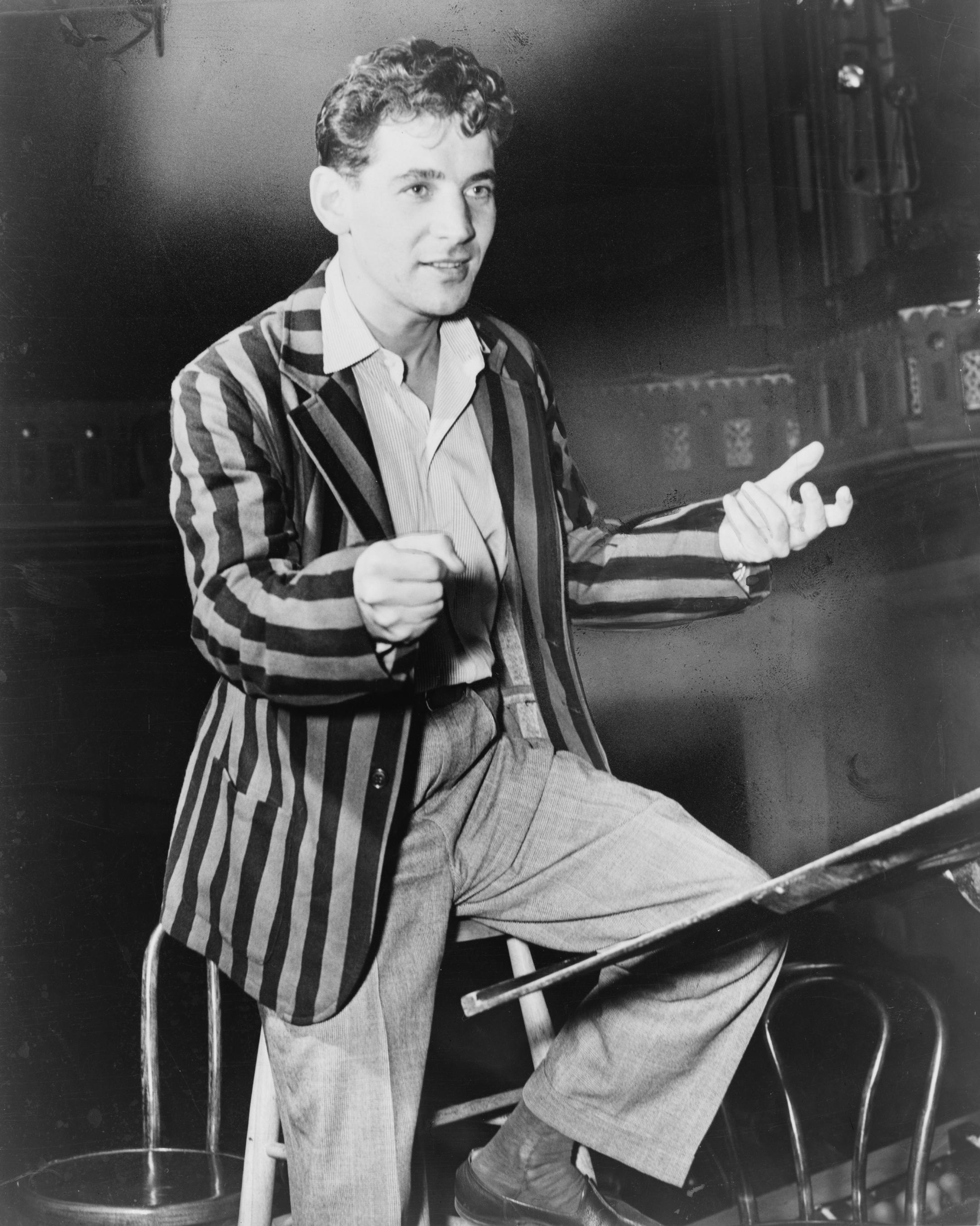
Leonard Bernstein; * 25. August

- 25. August: Leonard Bernstein, US-amerikanischer Komponist und Dirigent († 1990)
- 26. August: Paul Bouman, US-amerikanischer Kirchenmusiker und Komponist († 2019)
- 31. August: Alan Jay Lerner, US-amerikanischer Autor und Liedtexter († 1986)
- 04. September: Gerald Wilson, US-amerikanischer Jazzmusiker († 2014)
- 14. September: Malcolm Yelvington, US-amerikanischer Country- und Rockabilly-Musiker († 2003)
- 15. September: Ángel Domínguez, argentinischer Bandoneonist, Bandleader, Arrangeur und Tangokomponist († 1974)
- 16. September: Władysław Kędra, polnischer Pianist und Musikpädagoge († 1968)
- 20. September: Johannes Kemter, deutscher Konzertmusiker, Opernsänger und Gesangspädagoge († 1998)
- 25. September: Arthur Davison, kanadischer Geiger und Dirigent († 1992)
- 26. September: Harold Gramatges, kubanischer Komponist († 2008)
- 27. September: Jean Bach, US-amerikanische Dokumentarfilmerin, Radioproduzentin und Jazz-Enthusiastin († 2013)
- 29. September: Harold L. Walters, US-amerikanischer Komponist († 1984)

### Oktober bis Dezember
- 03. Oktober: Carmen Duval, argentinische Tangosängerin († 2012)
- 08. Oktober: Kurt Redel, deutscher Dirigent († 2013)
- 09. Oktober: Bebo Valdés, kubanischer Jazz-Musiker († 2013)
- 18. Oktober: Matts Arnberg, schwedischer Radioproduzent, Ethnologe und Musikwissenschaftler († 1995)
- 18. Oktober: Donato Racciatti, uruguayischer Bandoneonist, Bandleader und Tangokomponist († 2000)
- 22. Oktober: L. G. McKinley, US-amerikanischer Blues-Gitarrist († 1970)
- 24. Oktober: Bobby Gimby, kanadischer Bandleader, Trompeter und Songwriter († 1998)
- 25. Oktober: Chubby Jackson, US-amerikanischer Jazzbassist († 2003)
- 26. Oktober: Eric Ericson, schwedischer Chorleiter und Dirigent († 2013)
- 27. Oktober: Gordon Delamont, kanadischer Komponist, Trompeter und Musikpädagoge († 1981)
- 28. Oktober: Carroll Glenn, US-amerikanische Violinistin, Musikpädagogin und Hochschullehrerin († 1983)
- 04. November: László Gyopár, ungarischer Komponist († 1944)
- 09. November: Paul von Schilhawsky, österreichischer Pianist, Dirigent, Hochschullehrer und Rektor der Hochschule Mozarteum († 1995)

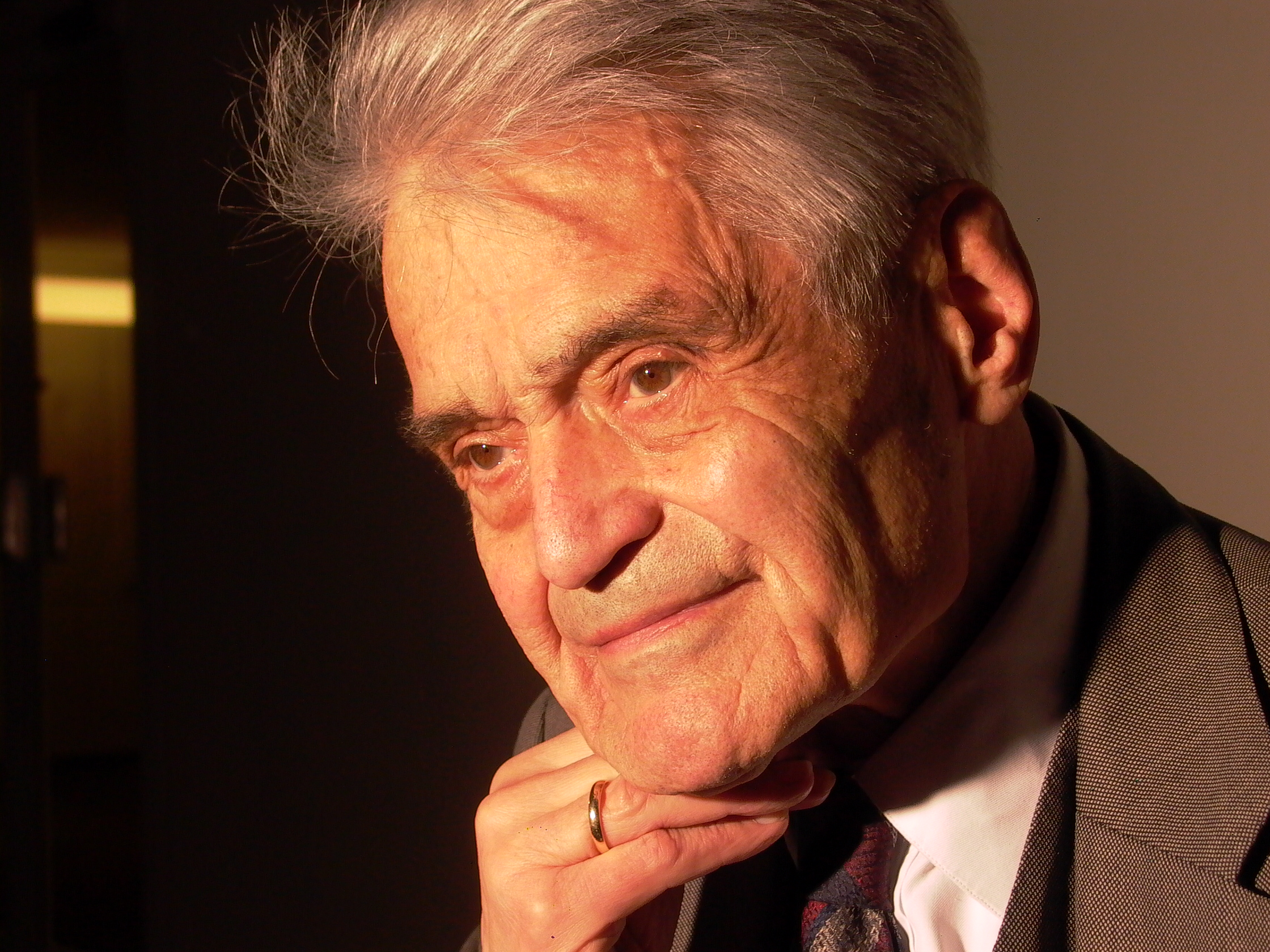
Jürg Baur; * 11. November

- 11. November: Jürg Baur, deutscher Komponist († 2010)
- 11. November: Louise Tobin, US-amerikanische Jazzsängerin († 2022)
- 13. November: Janine Andrade, französische Geigerin († 1997)
- 20. November: Tibor Frešo, slowakischer Komponist und Dirigent († 1987)
- 26. November: Leopold Kozłowski-Kleinman, polnischer Pianist, Komponist und Dirigent († 2019)

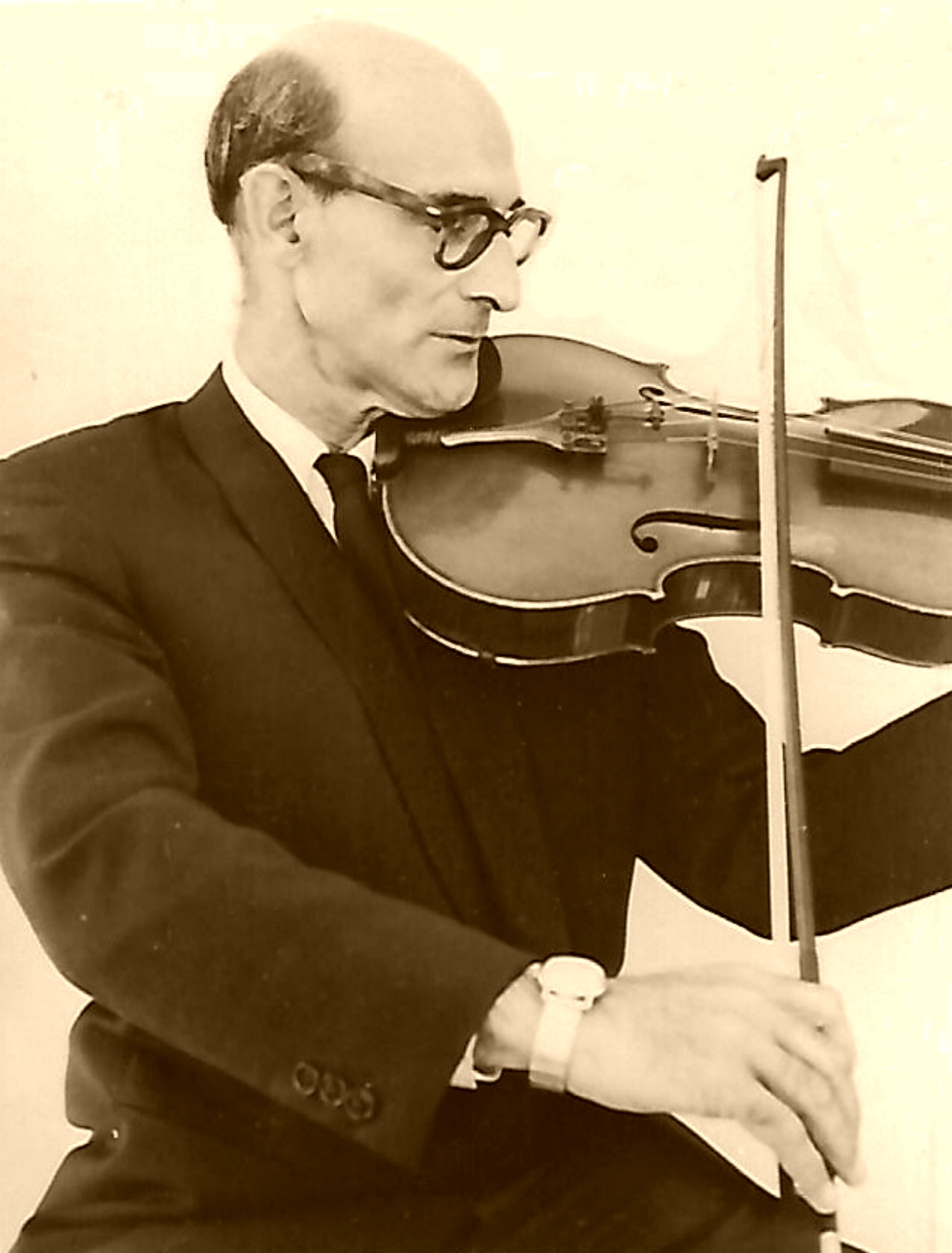
Zeev Steinberg; * 27. November

- 27. November: Zeev Steinberg, israelischer Komponist und Bratschist († 2011)
- 02. Dezember: Takamine Mieko, japanische Filmschauspielerin und Sängerin († 1990)
- 03. Dezember: Lester Koenig, US-amerikanischer Musikproduzent († 1977)
- 05. Dezember: Alexandru Bidirel, rumänischer Violinvirtuose († 1985)
- 07. Dezember: Randy Atcher, US-amerikanischer Country-Sänger und -Musiker († 2002)
- 07. Dezember: Francine Cockenpot, französische Komponistin und Autorin († 2001)
- 13. Dezember: Liviu Comes, rumänischer Komponist († 2004)
- 16. Dezember: Pierre Delanoë, französischer Chansontexter († 2006)
- 16. Dezember: George Doughty, britischer Komponist
- 19. Dezember: Professor Longhair, US-amerikanischer Sänger und Pianist († 1980)
- 30. Dezember: Houston Boines, US-amerikanischer Bluessänger und Mundharmonikaspieler († 1970)

### Genaues Geburtsdatum unbekannt
- Bob Acri, US-amerikanischer Jazzpianist († 2013)
- Gholam Hossein Bigjekhani, iranischer Tarspieler († 1987)

## Gestorben

### Januar bis Juni
- 04. Januar: Anton Schönhofer, österreichischer Orgelbauer, Klavierbauer (* 1850)
- 17. Januar: John Abram, britischer Organist und Komponist (* 1840)
- 17. Januar: Louise Héritte-Viardot, französische Komponistin, Pianistin und Sängerin (* 1841)
- 18. Januar: Bohuslav Jeremiáš, tschechischer Komponist, Organist, Dirigent und Musikpädagoge (* 1859)

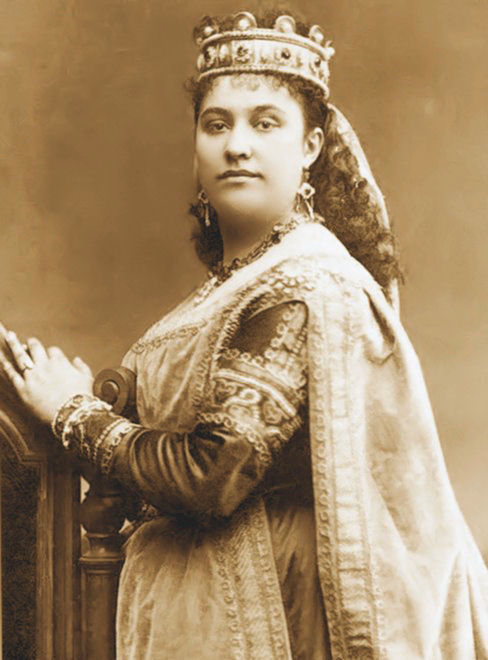
Amalie Materna als Elisabeth in Tannhäuser (1885)

- 18. Januar: Amalie Materna, österreichische Opernsängerin (* 1844)
- 21. Januar: Jan Drozdowski, polnischer Pianist und Musikpädagoge (* 1857)
- 23. Januar: Anna Drathschmidt von Bruckheim, deutsch-österreichische Schauspielerin und Sängerin (* 1837)
- 01. Februar: János Végh, ungarischer Jurist und Komponist (* 1845)
- 24. Februar: Johann Ackermann, deutscher Violinist (* 1836)
- 12. März: Amédée de Vroye, französischer Flötist (* 1832)
- 13. März: Karel Stecker, tschechischer Musiktheoretiker und -pädagoge, Organist und Komponist (* 1861)
- 15. März: José White Lafitte, kubanischer Geiger und Komponist (* 1836)

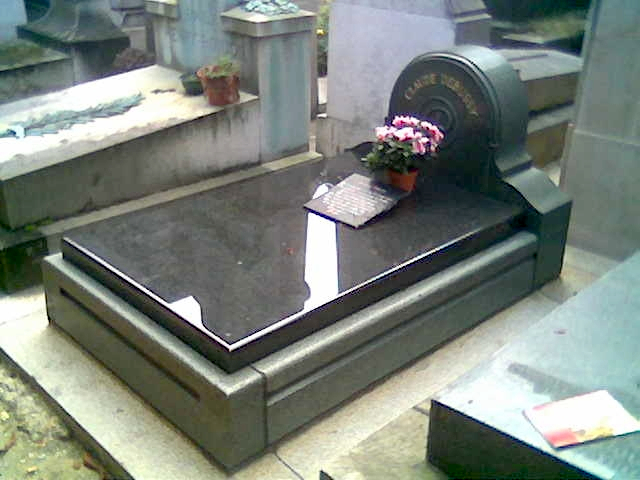
Debussys Grab am Cimetière de Passy in Paris

- 25. März: Claude Debussy, französischer Komponist (* 1862)
- 31. März: Richard Mandl, österreichischer Komponist (* 1859)
- 03. April: André Laporte, französischer Komponist (* um 1886)
- 17. April: Karl Kapeller, österreichischer Theaterkapellmeister und Komponist (* 1858)
- 21. April: Adolfo Baci, italienischer Komponist (* 1834)
- 20. Mai: Richard Andersson, schwedischer Komponist, Pianist und Musikpädagoge (* 1851)
- 25. Mai: Henry Schradieck, deutscher Komponist, Geiger und Musikpädagoge (* 1846)
- 29. Mai: René Vierne, französischer Organist und Komponist (* 1878)
- 01. Juni: Richard Faltin, finnischer Komponist, Musikprofessor (* 1835)
- 08. Juni: Franz Fischer, deutscher Dirigent und Cellist (* 1849)

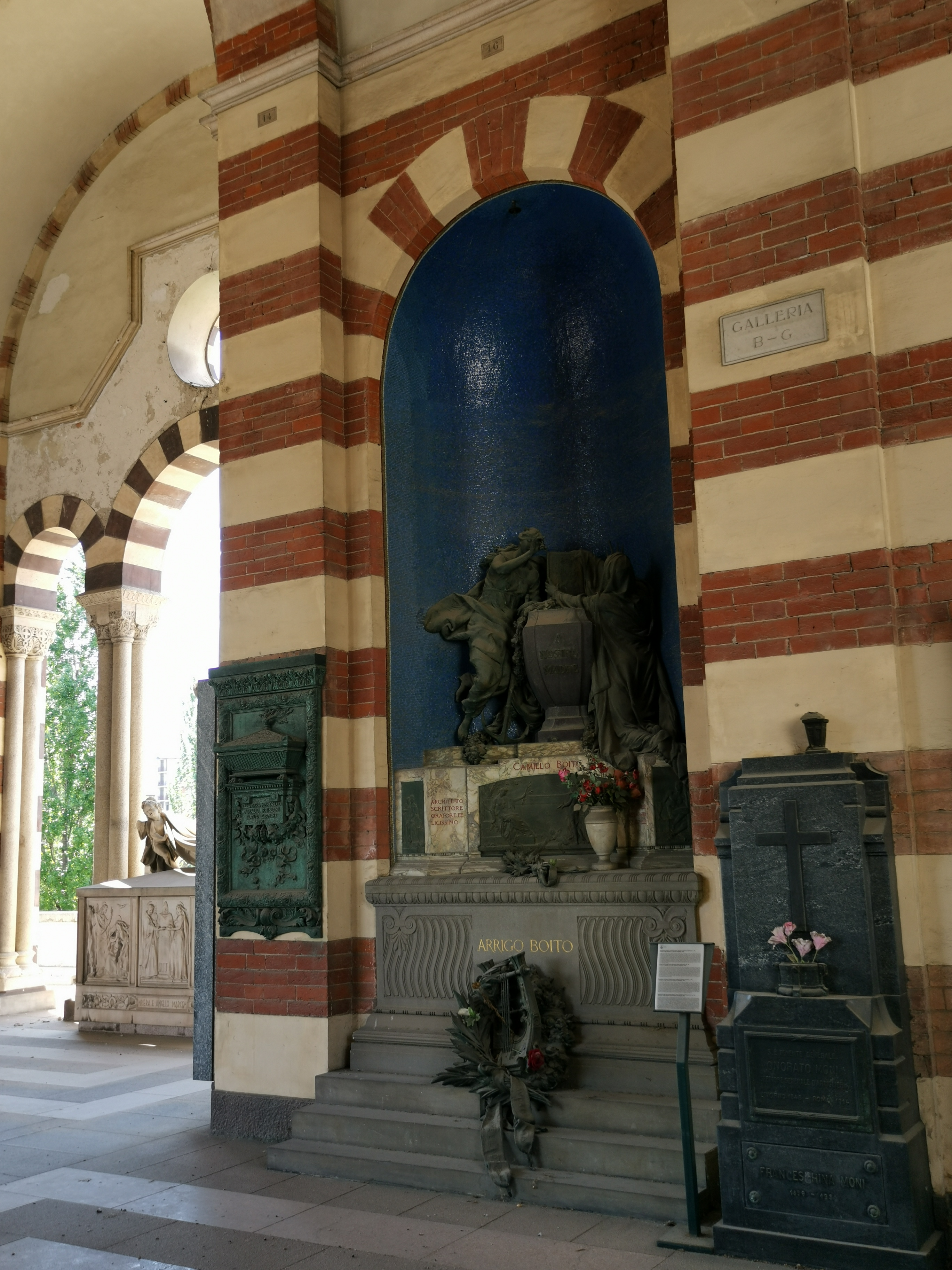
Grab Arrigo Boito am Cimitero Monumentale Mailand

- 10. Juni: Arrigo Boito, italienischer Schriftsteller, Librettist und Komponist (* 1842)

### Juli bis Dezember
- 20. Juli: Hugo Willemsen, deutscher Pianist, Dirigent und Komponist (* 1844)
- 04. August: Philipp De Ponti, österreichischer Harmonika- und Harmoniumerzeuger (* 1842)
- 17. August: Thomas A’Becket Jr., US-amerikanischer Pianist, Sänger, Organist und Musikpädagoge aus Philadelphia (* 1843)
- 04. September: Max Jakob, tschechisch-österreichischer Orgelbauer (* 1847)
- 09. September: Julius Brück, ungarischer Musikpädagoge und Komponist (* 1859)
- 15. September: Friedrich Braun, Schweizer Opernsänger (* 1872)
- 17. September: Mally Werkenthin, deutsche Opernsängerin (* 1878)
- 18. September: Ernest Bristow Farrar, englischer Komponist und Organist (* 1885)
- 18. September: Wladimir Alexejewitsch Senilow, russischer Komponist (* 1875)

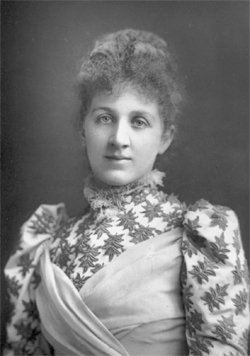
Liza Lehmann; † 19. September

- 19. September: Liza Lehmann, englische Komponistin, Sängerin und Pianistin (* 1862)
- 08. Oktober: Károly Aggházy, ungarischer Klaviervirtuose und Komponist (* 1855)
- 12. Oktober: Pierre Gailhard, französischer Opernbassist (* 1848)
- 12. Oktober: William F. Hooley, US-amerikanischer Sänger (* 1861)
- 20. Oktober: Roger Boucher, französischer Organist und Komponist (* 1885)
- 20. Oktober: Joseph Boulnois, französischer Komponist und Organist (* 1884)
- 24. Oktober: Marianne Stresow, deutsche Violinistin, Musikpädagogin und Komponistin (* 1856)
- 29. Oktober: Rudolf Tobias, estnischer Komponist und Organist (* 1873)
- 12. November: Carlos Posadas, argentinischer Tangokomponist, Geiger, Pianist und Gitarrist (* 1874)
- 13. November: Richard Hofmann, deutscher Violinist, Komponist, Arrangeur und Musikpädagoge (* 1844)
- 22. November: Jakob Hillier, rumäniendeutscher Komponist, Kirchenmusiker und Musikpädagoge (* 1848)
- 23. November: Carl Julius Spindler, deutscher Missionar und Dichter (* 1838)
- 28. November: Alexis Contant, kanadischer Komponist, Organist und Musikpädagoge (* 1858)
- 13. Dezember: Hermann Erler, deutscher Musikverleger, Komponist und Schriftsteller (* 1844)
- 18. Dezember: Henryk Jarecki, polnischer Komponist, Dirigent und Musikpädagoge (* 1846)
- 26. Dezember: Wassili Wassiljewitsch Andrejew, russischer Balalaikavirtuose, Orchesterleiter und Komponist (* 1861)
- 27. Dezember: Max Eugen Rascher, deutscher Dirigent, Pianist und Dichter (* unbekannt)

### Genaues Todesdatum unbekannt
- Aurel Eisenkolb, rumäniendeutscher Komponist (* 1849)